# Selita Ebanks
Selita Ebanks (George Town, Ilhas Caimão, 15 de fevereiro de 1983) é uma supermodelo britânica, naturalizada norte-americana, nascida nas Ilhas Caimão. É conhecida por ter sido uma das Angels da Victoria's Secret e ter ilustrado, em 2007 e 2008, a revista Sports Illustrated Swimsuit Issue.
Segundo a revista Forbes, Ebanks foi, em 2007, a 12.ª modelo mais bem paga do mundo, com ganhos estimados em 2,7 milhões de dólares.